# Harnack (Familie)
Harnack ist eine deutsche Familie, deren Angehörige unter anderem Theologen, Schriftsteller, Künstler, Politiker, Naturwissenschaftler, Mathematiker, Juristen und Filmschaffende waren.
- Theodosius Harnack (1817–1889), deutscher Theologe
  - Anna Harnack (1849–1868)
  - Adolf von Harnack (1851–1930), deutscher Theologe und Kirchenhistoriker
    - Anna Frucht, geb. (von) Harnack (1881–1965)
    - Agnes von Zahn-Harnack (1884–1950), deutsche Schriftstellerin und Frauenrechtlerin
    - Ernst von Harnack (1888–1945), deutscher Politiker und Widerstandskämpfer („20. Juli“)
      - Gustav-Adolf von Harnack (1917–2010), deutscher Kinderarzt

    - Elisabet von Harnack (1892–1976), deutsche Sozialarbeiterin
    - Axel von Harnack (1895–1974), deutscher Historiker und Philologe

  - Axel Harnack (Carl Gustav Axel Harnack; 1851–1888), deutscher Mathematiker
  - Erich Harnack (1852–1915), Professor der Pharmakologie und physiologischen Chemie an der Universität Halle
  - Otto Harnack (1857–1914), Literaturhistoriker, Historiker und Goetheforscher, verheiratet mit Clara Harnack (1877–1962), deutsche Malerin und Lehrerin
    - Arvid Harnack (1901–1942), deutscher Jurist, Nationalökonom und Widerstandskämpfer, verheiratet mit Mildred Harnack (1902–1943), US-amerikanisch-deutsche Literaturwissenschaftlerin, Übersetzerin und Widerstandskämpferin (beide „Rote Kapelle“)
    - Falk Harnack (1913–1991), deutscher Regisseur und Widerstandskämpfer („Weiße Rose“)

Nach Adolf von Harnack sind benannt das Harnack-Haus in Berlin-Dahlem, das heute als Tagungsstätte der Max-Planck-Gesellschaft genutzt wird, und die Harnack-Medaille, ein Wissenschaftspreis der Max-Planck-Gesellschaft.